# SN 1999ec
SN 1999ec – supernowa typu Iac odkryta 2 października 1999 roku w galaktyce NGC 2207. W momencie odkrycia miała maksymalną jasność 17,90m.